# Ročko Polje
Ročko Polje (en italien : Poglie di Rozzo) est une localité de Croatie située en Istrie, dans la municipalité de Buzet, dans le comitat d'Istrie. En 2001, la localité comptait 186 habitants.

## Démographie
| 1948 | 1953 | 1961 | 1971 | 1981 | 1991 | 2001 |
| ---- | ---- | ---- | ---- | ---- | ---- | ---- |
| 307  | 305  | 277  | 235  | 202  | 200  | 186  |